# Ставленник (опера)
«Ставленник» — комическая опера ярославского «ученика философии» Якова Соколова, о котором, как и об обстоятельствах появления произведения, ничего не известно.
Написана в 1780 году на местном материале, что делает её уникальной для Ярославля. Впервые поставлена в мае 1814 года во время торжества мира с Францией силами местных семинаристов на открытом воздухе в их рекреации в Полушкиной роще при скоплении публики. Неоднократно ставилась в Ярославле в течение первой половины XIX века, её списки были тогда довольно обыкновенны. Один из них был найден после долгих поисков краеведом В. И. Лествицыным и опубликован в 1875 году в «Русской старине».
Опера показывает, как жадный и невежественный сын богатого попа Фома состязался на получение места священника с честным и умным сыном бедного сельского пономаря Провором. Жизнь духовенства показана откровенно сатирически. По мнению В. И. Лествицына, опера написана легко, живо и весело; язык её прост и груб.